# 国鹰
国鹰（1917年5月—2007年4月），族名郭鸿纲，学名郭慕村，直隶（今河北）广宗人，中华人民共和国外交官，曾任中华人民共和国驻老挝人民民主共和国特命全权大使。